# Komunistyczna Partia Łotwy
Komunistyczna Partia Łotwy (łot. Latvijas Komunistiskā partija, LKP; ros. Коммунистическая партия Латвии, КпЛ) – komunistyczne ugrupowanie sprawujące władzę na terenie Łotewskiej SRR w latach 1940–1991, część składowa KPZR.

## Historia
Początki KPŁ sięgają czerwca 1904, gdy założono Łotewską Socjaldemokratyczną Partię Robotniczą (ŁSDPR). Rok później przyjęła ona program rosyjskich socjalistów z SDPRR, a w 1906 przyłączyła się do rosyjskiej lewicy jako jej autonomiczna sekcja.
W marcu 1919 ugrupowanie zmieniło swoją nazwę na Komunistyczną Partię Łotwy. W okresie od 1918 do 1920 sprawowało rządy na terenie Łotewskiej Socjalistycznej Republiki Radzieckiej. Organizacja liczyła wówczas 7,5 tys. członków.
Po wypędzeniu z Łotwy komunistów w 1920 roku działalności KPŁ zakazano, a jej członków spotykały surowe represje ze strony młodej republiki. Oficjalną działalność łotewscy komuniści kontynuowali w ZSRR jako jedna z sekcji Rosyjskiej Komunistycznej Partii (bolszewików), a później WKP(b). Zmienili wówczas nazwę partii na Komunistyczną Partię (bolszewików) Łotwy (łot. Latvijas Komunistiskā (boļševiku) partija).
Po wkroczeniu wojsk radzieckich na Łotwę w 1940 roku komuniści formalnie objęli władzę w kraju. Do 1990 sprawowali ją w sposób niepodzielny jako narodowa sekcja WKP(b), a od 1952 KPZR. W tym samym roku przywrócono historyczną nazwę partii: Komunistyczna Partia Łotwy.
Na fali pierestrojki w łonie KPŁ zaczęły się zarysowywać poważne pęknięcia: część komunistów nastawionych na autonomizację Rygi od Moskwy powołała 14 kwietnia 1990 Niezależną Komunistyczną Partię Łotwy (łot. Latvijas Neatkarīgā komunistiskā partija) pod przewodnictwem Ivarsa Ķezbersa, podczas gdy tzw. skrzydło twardogłowe dotychczasowego szefa KPŁ Alfrēdsa Rubiksa pozostało przy dawnej nazwie opowiadając się za zachowaniem statusu republiki związkowej dla Łotwy. Wielu z działaczy „starej” KPŁ było członkami łotewskiego „Interfrontu”.
14 września 1990 roku NKPŁ zmieniła nazwę na Łotewską Demokratyczną Partię Pracy (łot. Latvijas Demokrātiskā darba partija), co wiązało się z przyjęciem nowego socjaldemokratycznego i niepodległościowego już programu.
10 września 1991 Rada Najwyższa Republiki Łotewskiej dokonała delegalizacji Komunistycznej Partii Łotwy zarzucając jej działanie na szkodę interesów państwa. Trzy lata później dawni członkowie KPŁ z Alfrēdsem Rubiksem na czele powołali do życia Socjalistyczną Partię Łotwy, która nawiązuje do dziedzictwa lokalnych komunistów ściśle współpracując z mniejszością rosyjską w krytyce polityki łotewskiej centroprawicy.
Organem prasowym KPŁ była od marca 1904 gazeta „Cīņa” („Walka”) do 1940 wydawana w Moskwie, później w Rydze. Dla ludności rosyjskojęzycznej przewidziano odpowiednik „Sowietskaja Łatwija”. W 1990 „Cīņa” została przekształcona przez frakcję Ķezbersa w „Neatkarīgā Cīņa”, później zmieniła nazwę na „Neatkarīgā Rīta Avīze”.
Pierwszymi sekretarzami KPŁ byli kolejno: Pēteris Stučka (1919–1920), Jānis Kalnbērziņš (1920–1959, od 1940 w kraju), Arvīds Pelše (1959–1966), Augusts Voss (1966–1984), Boriss Pugo (1984–1988), Jānis Vagris (1988–1990) i Alfrēds Rubiks (1990–1991).